# Saint-Pierre-du-Lorouër
Saint-Pierre-du-Lorouër is een gemeente in het Franse departement Sarthe (regio Pays de la Loire) en telt 339 inwoners (1999). De plaats maakt deel uit van het arrondissement La Flèche.

## Geografie
De oppervlakte van Saint-Pierre-du-Lorouër bedraagt 16,7 km², de bevolkingsdichtheid is 20,3 inwoners per km².
De onderstaande kaart toont de ligging van Saint-Pierre-du-Lorouër met de belangrijkste infrastructuur en aangrenzende gemeenten.

## Demografie
Onderstaande figuur toont het verloop van het inwonertal (bron: INSEE-tellingen).